# Trumiejki
Trumiejki – wieś w Polsce położona w województwie pomorskim, w powiecie kwidzyńskim, w gminie Prabuty przy drodze wojewódzkiej nr 522.
W latach 1975–1998 miejscowość administracyjnie należała do województwa elbląskiego.
Siedziba Parafii Trójcy Przenajświętszej.

## Zabytki
Według rejestru zabytków NID na listę zabytków wpisany jest kościół ewangelicki, obecnie rzymskokatolicki parafialny pw. Świętej Trójcy, 1748, nr rej.: A-461 z 19.11.1967.